# Мерешеука
Мерешеука (рум. Mereşeuca) — село в Молдові в Окницькому районі. Розташоване на правому березі річки Дністер. Утворює окрему комуну.

## Городище
На східній окраїні села, в урочищі, що відоме в місцевих жителів під назвою Четецуя, знаходиться городище Мерешеука. Збереглися залишки давньоруської земляної фортеці IX—XII століть, спорудженої на вершині пагорба з кртими схилами. Пагорб довгасто-видовженої форми з одного боку захищений руслом Дністра, з іншої — глибоким яром з крутими схилами, дном якого зараз проходить дорога Окниця — Атаки.
На верхній зораній частні пагорба зустрічаються уламки глиняноо посуду червоного кольору, іноді з малюнками, нанесеними коричневою фарбою. Ці предмети належать до трипільської культури. Пізніше на пагорбі поселились східні слов'яни. Пологіший північно-закідний схил пагорба огинали дві лінії таких укріплень. Древньоруське поселення було засноване на межі IX—X століть. Городище проіснувало до XIII століття, коли було залишено жителями після наступу ворогів. Внутрішній двір городища був невеликим — 30х50 м.
У теперішні часи велика частина фортеці засаджена лісовими деревами, а невелика смуга зі сторони Дністра щорічно розорюється. Господар цієї земельної ділянки зруйнував частину фортечного муру. На ораній землі часто зустрічається обпалене каміння, уламки глиняного посуду та інші предмети, що характерні для слов'янської культури в Молдові.